# 雅科波·德齊
雅科波·德齊（義大利語：Jacopo Dezi；1992年2月10日—）是一位意大利足球運動員。在場上的位置是中場。現效力於意大利足球丙级联赛球隊帕多瓦，曾效力於克羅托內足球俱樂部。他也代表意大利各級國青隊參賽。